# 防衛省情報本部
防衛省情報本部（日语：／ Jōhōhonbu */?），是日本主要的军事情报机关。前身為成立於1956年、隸屬於統合幕僚會議（自衛隊總參謀部）事務局的第2幕僚室，1997年1月20日改制為情报本部。部址位于东京都新宿区的防衛省市谷地區。情报本部的主要工作为汇总整理日本6个情报机构：内阁情报调查室、法務省公安调查厅、外務省国际情报局、国家公安委員会警察廳警備局外事情報部（外事課，國際恐怖組織對策課）、防衛省情報本部（原防卫厅调查课）、日本貿易振興機構（經濟產業省資助之獨立行政法人）所获得的情报訊息。

## 组织机构
情报本部设本部部长与副本部部长。情报本部下设6个部，即总务部、计划部、分析部、联合情报部、图像与地理部、电波部。

## 高級幹部
| 職名       | 氏名     | 階級         | 就任日期       | 前職               |
| ---------- | -------- | ------------ | -------------- | ------------------ |
| 情報本部長 | 納富中   | 陸将（中將） | 2019年12月20日 | 防衛大學校幹事     |
| 副本部長   | 倉內康治 | 防衛事務官   | 2018年8月3日   | 近畿中部防衛局局長 |

## 外部連結
- 情報本部 （页面存档备份，存于）（公式サイト）
- 情報本部組織規則 （页面存档备份，存于） - e-Gov法令検索